# Ana Ros Camacho
Ana Ros Camacho es una matemática y física matemática española conocida por su trabajo sobre las conexiones entre la teoría Ginzburg-Landau de los superconductores y la teoría conforme de campos en mecánica cuántica. Trabaja en el Reino Unido como profesora en la Escuela de Matemáticas de la Universidad de Cardiff.

## Biografía
Se licenció en Física por la Universidad de Barcelona en 2009. Continuó sus estudios de física matemática en la Universidad de Hamburgo (Alemania), donde obtuvo un máster en 2011 y se doctoró en 2014. Su tesis, Matrix factorizations and the Landau-Ginzburg/conformal field theory correspondence, fue supervisada por Ingo Runkel.
Tras realizar una estancia de investigación posdoctoral en el Instituto Max Planck de Matemáticas de Alemania de 2014 a 2015 y en el Institut de mathématiques de Jussieu – Paris Rive Gauche de 2015 a 2016, se incorporó como profesora junior al Instituto de Matemáticas de la Universidad de Utrecht (Países Bajos) a partir de 2016. Allí recibió una beca Marie Sklodowska-Curie y una beca Veni de la Organización para la Investigación Científica de los Países Bajos. En 2020, se trasladó a su puesto como profesora en la Facultad de Matemáticas de la Universidad de Cardiff.

## Premios y reconocimientos
- 2019 Premio Westerdijk de la Universidad de Utrecht, por su trabajo «para crear una organización más diversa», incluida la tutoría de estudiantes hispanohablantes y el fomento del trabajo de las mujeres en matemáticas y física matemática.[4]
- 2022 Premio a la Igualdad, la Diversidad y la Inclusión, reconocimiento de la Universidad de Cardiff.[5]
- 2024  Premio Anne Bennett de la London Mathematical Society, «por su trabajo pionero en las pruebas categóricas de la correspondencia Landau-Ginzburg/Teoría Formal de Campos y su incansable dedicación al avance de las mujeres en la física matemática».[6]